# Loys Regnault
Loys Regnault fut organiste de la Cathédrale Notre-Dame de Paris.